# Campeonato Panamericano de Judo de 2018
El XLIII Campeonato Panamericano de Judo se celebró en San José (Costa Rica) entre el 20 y el 21 de abril de 2018 bajo la organización de la Confederación Panamericana de Judo.
En total se disputaron catorce pruebas diferentes, siete masculinas y siete femeninas.

## Resultados

### Masculino
| Evento  | Oro                             | Plata                                     | Bronce                                                                   |
| ------- | ------------------------------- | ----------------------------------------- | ------------------------------------------------------------------------ |
| –60 kg  | Lenin Preciado · Ecuador        | Roberto Almenares · Cuba                  | Adonis Diaz · Estados Unidos · Yandry Torres · Cuba                      |
| –66 kg  | Osniel Solís · Cuba             | Daniel Cargnin · Brasil                   | Ricardo Valderrama · Venezuela · Ryan Vargas · Estados Unidos            |
| –73 kg  | Antoine Bouchard · Canadá       | Magdiel Estrada · Cuba                    | Nicholas Delpopolo · Estados Unidos · Alonso Wong · Perú                 |
| –81 kg  | Antoine Valois-Fortier · Canadá | Medickson del Orbe · República Dominicana | Adrián Gandía · Puerto Rico · Eduardo Yudi Santos · Brasil               |
| –90 kg  | Iván Felipe Silva · Cuba        | Asley González · Cuba                     | Colton Brown · Estados Unidos · Robert Florentino · República Dominicana |
| –100 kg | Leonardo Gonçalves · Brasil     | Lewis Medina · República Dominicana       | José Armenteros · Cuba · L. A. Smith · Estados Unidos                    |
| +100 kg | Freddy Figueroa · Ecuador       | Héctor Campos Bermúdez Argentina          | Andy Granda · Cuba · Francisco Solís · Chile                             |

### Femenino
| Evento | Oro                       | Plata                                | Bronce                                                     |
| ------ | ------------------------- | ------------------------------------ | ---------------------------------------------------------- |
| –48 kg | Paula Pareto Argentina    | Keisy Perafán Argentina              | Luz Adiela Álvarez · Colombia · Edna Carrillo · México     |
| –52 kg | Jéssica Pereira · Brasil  | Angelica Delgado Estados Unidos      | Ecaterina Guica · Canadá · Luz Olvera · México             |
| –57 kg | Christa Deguchi · Canadá  | Tamires Crude · Brasil               | Jessica Klimkait · Canadá · Miryam Roper · Panamá          |
| –63 kg | Maylín del Toro · Cuba    | Catherine Beauchemin-Pinard · Canadá | Anriquelis Barrios · Venezuela · Aléxia Castilhos · Brasil |
| –70 kg | Yuri Alvear · Colombia    | Elvismar Rodríguez · Venezuela       | Onix Cortés Aldama · Cuba · Kelita Zupancic · Canadá       |
| –78 kg | Kaliema Antomarchi · Cuba | Karen León · Venezuela               | Diana Brenes · Costa Rica · Vanessa Chalá · Ecuador        |
| +78 kg | Idalys Ortiz · Cuba       | Beatriz Souza · Brasil               | —                                                          |

## Medallero
| Núm. | País                 | Oro | Plata | Bronce | Total |
| ---- | -------------------- | --- | ----- | ------ | ----- |
| 1    | Cuba                 | 5   | 3     | 4      | 12    |
| 2    | Canadá               | 3   | 1     | 3      | 7     |
| 3    | Brasil               | 2   | 3     | 2      | 7     |
| 4    | Ecuador              | 2   | 0     | 1      | 3     |
| 5    | Argentina            | 1   | 2     | 0      | 3     |
| 6    | Colombia             | 1   | 0     | 1      | 2     |
| 7    | Venezuela            | 0   | 2     | 2      | 4     |
| 8    | República Dominicana | 0   | 2     | 1      | 3     |
| 9    | Estados Unidos       | 0   | 1     | 5      | 6     |
| 10   | México               | 0   | 0     | 2      | 2     |
| 11   | Chile                | 0   | 0     | 1      | 1     |
| 11   | Costa Rica           | 0   | 0     | 1      | 1     |
| 11   | Panamá               | 0   | 0     | 1      | 1     |
| 11   | Perú                 | 0   | 0     | 1      | 1     |
| 11   | Puerto Rico          | 0   | 0     | 1      | 1     |
|      | TOTAL                | 14  | 14    | 26     | 54    |